# Пінковичі
Пінковичі (біл. Пінкавічи) — село в Пінському районі Брестської області в Білорусі. Адміністративний центр Пінковицької сільради. Населення — 3902 особи (2019).
3 червня 1957 року, внаслідок об'єднання сільських рад, село підпорядковане Пасеницькій (згодом — Осніжицька) сільській раді Пінського району Берестейської області. 24 вересня 1998 року село увійшло до складу відновленої Пінковицької сільської ради Пінського району.